# كايسا إرنست
كايسا إرنست (بالسويدية: Kajsa Ernst)‏ هي ممثلة سويدية، ولدت في 4 أغسطس 1962 في Kortedala ‏ في السويد.

## وصلات خارجية
- الموقع الرسمي
- كايسا إرنست على موقع IMDb (الإنجليزية)
- كايسا إرنست على موقع ميتاكريتيك (الإنجليزية)
- كايسا إرنست على موقع روتن توميتوز (الإنجليزية)
- كايسا إرنست على موقع ألو سيني (الفرنسية)
- كايسا إرنست على موقع أول موفي (الإنجليزية)
- كايسا إرنست على موقع قاعدة بيانات الأفلام السويدية (السويدية)
- كايسا إرنست على موقع قاعدة بيانات الفيلم (الإنجليزية)
- كايسا إرنست على موقع كينوبويسك (الروسية)